# 裘毓芳
裘毓芳（1871年—1904年），字梅侣，笔名梅侶女史，女，清朝记者，中国第一位女报人。

## 生平
1871年出生于江苏无锡沙巷。1898年裘廷梁创办《无锡白话报》，由她担任编务。同年6月担任中国第一份妇女报刊《女学报》的撰写，曾发表文章《论女学堂当于男学堂并重》。后因为戊戌变法失败导致报刊停刊，和丈夫杨宗石去往安徽。
1904年因不幸感染霍乱医治无效逝世，享年33岁。

## 家庭
叔父是中国白话文运动的先驱裘廷梁。